# 10 East 40th Street
10 East 40th Street sau „Mercantile Building” este o clădire ce se află în New York City. La data finalizării construcției a fost a patra cea mai înaltă clădire din lume.